# Verhoeffodesmus fragilipes
Verhoeffodesmus fragilipes är en mångfotingart som beskrevs av Pius Strasser 1959. Verhoeffodesmus fragilipes ingår i släktet Verhoeffodesmus och familjen spökdubbelfotingar. Inga underarter finns listade i Catalogue of Life.